# Kristotomus rami
Kristotomus rami är en stekelart som beskrevs av Gupta 1990. Kristotomus rami ingår i släktet Kristotomus och familjen brokparasitsteklar. Inga underarter finns listade i Catalogue of Life.